# Ida Bobachová
Ida Bobachová (* 30. červenec 1991, Virklund, Dánsko) je dánská reprezentantka v orientačním běhu. Je držitelkou sedmi zlatých, dvou stříbrných a třech bronzových medailí ze čtyř po sobě jdoucích juniorských Mistrovství světa. Stala se tak historicky nejúspěšnější juniorskou orientační běžkyní světa. Je dvojnásobnou seniorskou mistryní světa, zlaté medaile získala v závodě štafet a na dlouhé trati ve skotském Inverness v roce 2015. Z mistrovství světa má pak další tři stříbrné medaile. V současnosti běhá za dánský klub OK Pan Århus.

## Životopis
Ida se narodila v dánském městečku Virklund nedaleko Silkeborgu. K orientačnímu běhu ji přivedli rodiče, kteří ji po soutěžích a závodech vozili. Má dva starší bratry Kristiána (nar. 1987) a Sørena (nar. 1989), který je též vrcholovým orientačním běžcem, a také jako Ida je členem dánského národního týmu. Ida vystudovala střední školu v Silkeborgu. V současnosti studuje na univerzitě v Aarhusu.

## Juniorská sportovní kariéra
| Přehled úspěchů na Mistrovství světa juniorů | Přehled úspěchů na Mistrovství světa juniorů | Přehled úspěchů na Mistrovství světa juniorů | Přehled úspěchů na Mistrovství světa juniorů | Přehled úspěchů na Mistrovství světa juniorů |
| Mistrovství světa juniorů                    | Sprint                                       | Middle                                       | Long                                         | Štafety                                      |
| -------------------------------------------- | -------------------------------------------- | -------------------------------------------- | -------------------------------------------- | -------------------------------------------- |
| Druskininkai 2006                            | 49. místo                                    | 20. místo                                    | 49. místo                                    | X                                            |
| Dubbo 2007                                   | 25. místo                                    | 19. místo                                    | 33. místo                                    | X                                            |
| Göteborg 2008                                | 14. místo                                    | 45. místo                                    | 22. místo                                    | 2. místo                                     |
| San Martino 2009                             | 2. místo                                     | 3. místo                                     | 1. místo                                     | 3. místo                                     |
| Aalborg 2010                                 | 1. místo                                     | DNS                                          | 1. místo                                     | 1. místo                                     |
| Wejherowo 2011                               | 1. místo                                     | 1. místo                                     | 1. místo                                     | 3. místo                                     |

## Seniorská sportovní kariéra
| Přehled úspěchů na Mistrovství světa | Přehled úspěchů na Mistrovství světa | Přehled úspěchů na Mistrovství světa | Přehled úspěchů na Mistrovství světa | Přehled úspěchů na Mistrovství světa |
| Mistrovství světa                    | Sprint                               | Middle                               | Long                                 | Štafety                              |
| ------------------------------------ | ------------------------------------ | ------------------------------------ | ------------------------------------ | ------------------------------------ |
| Trondheim 2010                       | X                                    | 14. místo                            | X                                    | 5. místo                             |
| Savojsko 2011                        | 21. místo                            | 2. místo                             | X                                    | 5. místo                             |
| Lausanne 2012                        | X                                    | 4. místo                             | 8. místo                             | 6. místo                             |
| Vuokatti 2013                        | X                                    | 11. místo                            | 11. místo                            | 7. místo                             |
| Veneto/Trentino 2014                 | X                                    | 2. místo                             | 10. místo                            | 2. místo                             |
| Inverness 2015                       | X                                    | 4. místo                             | 1. místo                             | 1. místo                             |

| Přehled úspěchů na Mistrovství Evropy | Přehled úspěchů na Mistrovství Evropy | Přehled úspěchů na Mistrovství Evropy | Přehled úspěchů na Mistrovství Evropy | Přehled úspěchů na Mistrovství Evropy |
| Mistrovství Evropy                    | Sprint                                | Middle                                | Long                                  | Štafety                               |
| ------------------------------------- | ------------------------------------- | ------------------------------------- | ------------------------------------- | ------------------------------------- |
| Falun 2012                            | X                                     | 18. místo                             | 12. místo                             | 4. místo                              |
| Palmela 2014                          | X                                     | 8. místo                              | X                                     | 4. místo                              |
| Jeseník 2016                          | X                                     | 8. místo                              | X                                     | 6. místo                              |